# 大武姆湖

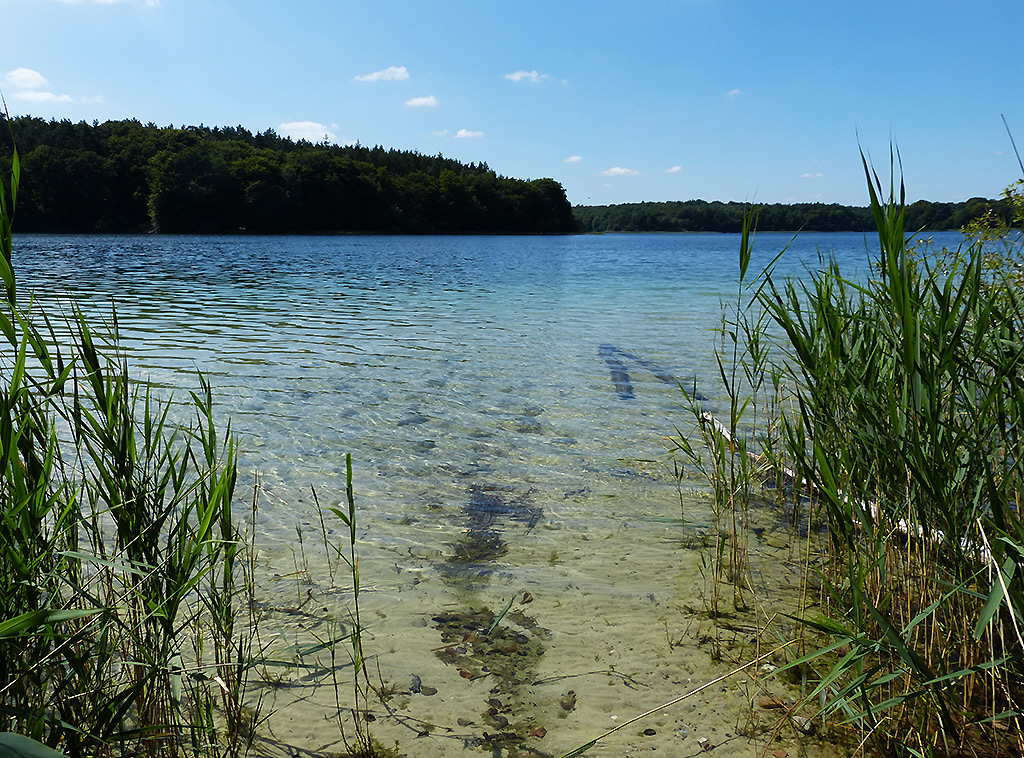

53°11′18″N 12°48′01″E / 53.188333°N 12.800278°E
大武姆湖（德語：Großer Wummsee），是德國的湖泊，位於該國東北部，由梅克倫堡-前波美拉尼亞州負責管轄，處於東普里格尼茨-魯平縣，長2.3公里、寬1.2公里，面積1.4平方公里，海拔高度61米，最大水深35米，水體容量1,744萬立方米。